# نوكاردية شيحية
نوكاردية شيحية (الاسم العلمي: Nocardia artemisiae) هي نوع من البكتيريا تتبع جنس النوكاردية من فصيلة النوكارديات.